# Carayonema orousseti
Carayonema orousseti är en insektsart som beskrevs av Richard 1986. Carayonema orousseti ingår i släktet Carayonema och familjen Carayonemidae.
Artens utbredningsområde är Franska Guyana. Inga underarter finns listade i Catalogue of Life.